# Девід Здріліч
Девід Здріліч (англ. David Zdrilić, нар. 13 квітня 1974, Сідней) — австралійський футболіст, що грав на позиції нападника. По завершенні ігрової кар'єри — тренер та телевізійний експерт.
Виступав, зокрема, за клуби «Сідней Юнайтед», «Абердин» та «Сідней», а також національну збірну Австралії.

## Клубна кар'єра
Здріліч грав у футбол за команду коледжу Братів-Патриціїв у Фейрфілді, після чого потрапив до структури клубу «Сент-Джордж Сейнтс». У 19 років він пробився до першої команди, що виступала у Суперлізі Нового Південного Уельсу, де Здріліч за сезон зіграв 20 матчів і забив 4 голи.
В результаті перспективного футболіста помітив клуб «Сідней Юнайтед», де Здріліч провів наступні чотири сезони, взявши участь у 102 матчах Національної футбольної ліги, вищого дивізіону країни. Паралельно Девід навчався на юридичному факультеті Сіднейського університету. У перші роки різноплановий Здріліч грав на різних позиціях, але у сезоні 1996/97 його поставили центральним нападником і він зміг забити 21 гол у 26 матчах і стати найкращим бомбардиром чемпіонату, а команда виграла регулярну першість. Втім у Гранд-фіналі за звання чемпіона «Сідней Юнайтед» програв «Брисбен Страйкерз» і став лише другим.
Статус найкращого бомбардира привернув увагу до Здріліча в Європі, зокрема, у Швейцарії, і того ж 1997 року він став гравцем місцевого «Аарау». Після сезону в цьому клубі Девід перейшов у німецький «Ульм 1846». У сезоні 1998/99 австралієць забив 12 м'ячів і допоміг команді вийти до Бундесліги, вищого дивізіону країни. Там Здріліч зіграв 22 матчі і забив шість голів, ставши другим найкращим бомбардиром команди, але не зумів врятувати її від вильоту.
Тим не менш Здріліч залишився у елітному німецькому дивізіоні, перейшовши до «Унтергахінгв», за який забив лише 1 гол у 16 матчах у Бундеслізі, але і ця команда покинула Бундеслігу. Здріліч наступного сезону зіграв ще сім ігор у Другій Бундеслізі, втім так і не забив жодного голу.
2002 року Здріліч став гравцем англійського «Волсолла», що виступав у другому за рівнем дивізіоні країни. Тут Девід, який став виступати із співвітчизником Стівом Коріка, провів за сезон 2002/03 29 матчів у всіх турнірах і забив п'ять голів, включаючи єдиний і переможний гол проти «Вімблдона» у четвертому раунді Кубка Англії. У травні 2003 року він покинув клуб на правах вільного агента і наступний сезон провів у шотландському «Абердині».
Влітку 2004 року Здріліч повернувся до Німеччини в клуб другого дивізіону «Айнтрахт» (Трір), де до кінця року зіграв одинадцять ігор у чемпіонаті, але не забив жодного голу і взимку повернувся до Австралії у новостворений клуб «Сідней». З ним у 2005 році Девід виграв Клубний чемпіонат Океанії, а наступного виграв і А-лігу, ставши чемпіоном Австралії. Втім багато вболівальників «Сіднея» стали критично ставитися до його виступів, після того, як за перші два роки в клубі Здріліч забив лише п'ять голів. Незважаючи на свої чіткі наміри покращити свої показники в сезоні 2007/08 нападник не зміг забити жоден м'яч протягом усього сезону і наприкінці сезону покинув команду по завершенні угоди.
У 2009 році до Здріліча звернувся колишній товариш по команді Анте Миличич, що тренував «Сідней Юнайтед» у Прем'єр-лізі Нового Південного Уельсу і запросив Девіда до себе. Команда з досвідченим нападником фінішувала на першому місці в регулярному сезоні, а він забив 7 голів у 19 іграх, але в плей-оф вилетіла у півфіналі. У наступному сезоні Здріліч став граючим тренером і команда стала третьою у «регулярці» й знову програла у півфіналі, після чого Девід 2010 року завершив свою ігрову кар'єру.

## Виступи за збірну
У січні 1997 року дебютував в офіційних матчах у складі національної збірної Австралії в товариському турнірі, який розігрувала австралійська федерація і на який головний тренер Террі Венейблз викликав лише футболістів із місцевого чемпіонату. Там Девід зіграв усі три матчі, після чого до збірної довго не викликався.
Лише загравши у вищій європейській лізі, він отримав новий виклик до збірної на початку 2000 року на турнір в Чилі. Там Здріліч зіграв у трьох матчах і отримав травму в кінці останнього з них проти Болгарії (1:1), після чого покинув розташування збірної і повернувся в Ульм. Він знову приєднався до збірної в червні, коли Австралія провела серію з трьох матчів проти Парагваю, а Здріліч зіграв у двох з них і в другому забив свій перший міжнародний гол, принісши австралійцям перемогу 2:1. Це була підготовка до Кубка націй ОФК 2000 року у Французькій Полінезії і по завершенні серії Здріліч опинився у заявці на континентальну першість, де австралійці здобули золоті нагороди, а Здріліч зіграв у трьох матчах і відзначився дублем у грі проти Островів Кука (17:0). Ставши регулярним гравцем збірної з приходом Френка Фаріни, його довикликали у листопаді на товариський матч проти Шотландії (2:0), щоб замінити пораненого Марка Відуку, і Девід забив один з голів на «Гемпден-Парк».
У 2001 році Здріліч залишався основним і під час відбіркових матчів до чемпіонату світу 2002 року. У другому матчі турніру він забив вісім м'ячів у історичному рекордному за кількістю голів матчі проти Американського Самоа (31:0). Він та його партнер Арчі Томпсон, який забив 13 голів, встановили рекорд за кількістю забитих голів у матчі національних збірних. Влітку того ж року Здріліч поїхав на розіграш Кубка конфедерацій 2001 року в Японії і Південній Кореї, взявши участь у пам'ятних перемогах Socceroos над Мексикою та Бразилією, завдяки яким команда сенсаційно здобула бронзові нагороди.
Після вильоту «Унтергахінга» з вищого дивізіону Здріліч на тривалий час опинився поза межами збірної і лише повернення в елітні дивізіони, виступаючи за «Абердин», дозволили Здрілічу знову опинитись у австралійській команді, саме напередодні домашнього Кубка націй ОФК 2004 року, який того року був і частиною відбору на чемпіонат світу. На тому турнірі Здріліч забив гол у матчі проти Таїті (9:0) і вдруге здобув титул переможця турніру.
29 березня 2005 року Здріліч зіграв у благодійній товариській грі для допомоги жертвам цунамі в Індійському океані проти Індонезії (3:0), в якій забив гол, а сама гра стала останньою для Здріліча за збірну. Влітку він був у заявці збірної на Кубку конфедерацій 2005 року у Німеччині, але на поле не виходив.
Всього протягом кар'єри у національній команді, яка тривала 9 років, провів у її формі 30 матчів, забивши 20 голів.
2013 року виступав за збірну Австралії з пляжного футболу, з якою поїхав на чемпіонат Азії у Катарі. Там на турнірі Здріліч забив 4 голи у 4 матчах, а команда посіла 4 місце.

## Тренерська кар'єра та робота журналістом
Все ще граючи за «Сідней Юнайтед» Здріліч розпочав свою тренерську кар'єру, очоливши «Хакоах Сідней», але відмовився від пропозиції клубу продовжити контракт на другий сезон.
Коли 2010 року Анте Миличич покинув «Сідней Юнайтед» і очолив клуб A-ліги «Мельбурн Гарт», Здріліча було призначено граючим тренером сіднейської команди. В цьому статусі він провів один сезон, перш ніж оголосив про завершення ігрової кар'єри. Втім вже наступного року, незважаючи на успіхи на посаді менеджера, Здріліч покинув клуб, щоб сконцентруватися на своїй кар'єрі в ЗМІ.

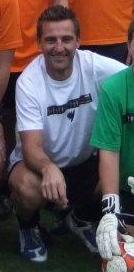
Девід Здріліч у 2011 році.

Надалі Здріліч почав працювати футбольним експертом на Fox Sports та ESPN Australia, а також виступав на SBS у шоу «Thursday FC» і писав колонку для mX.
Як ведучий експерт він висвітлював для SBS чемпіонат світу з футболу 2014 року в Бразилії, після чого у 2014—2017 роках для цього ж каналу розбирав матчі А-ліги. У 2018 році Здриліч знову став ключовою фігурою в висвітленні SBS чемпіонату світу 2018 року в Росії, де він висвітлював результати матчів, а також проводив експертний аналіз разом з Крейгом Фостером та Люсі Зеліч з московської студії SBS.
Паралельно з роботою експерта у 2015 році Здріліч повернувся до тренерської діяльності, ставши помічником головного тренера Роберта Стентона у команді «Сідней U-23», паралельно очоливши команду до 20 років.
У липні 2017 року він прийняв пропозицію стати помічником головного тренера Александера Блемсіна у німецькій команді «РБ Лейпциг» до 17 років. Після успішного сезону з U-17, пара перейшла до роботи з командою до U-19, де він пробув до грудня 2019 року.
На початку 2020 року увійшов до тренерського Рафаеля Віккі у американському клубі «Чикаго Файр», що грає у Major League Soccer.

## Статистика

### Виступи у А-лізі
Станом на 19 грудня 2018
| Клуб     | Сезон   | Чемпіонат | Чемпіонат | Чемпіонат | Кубок | Кубок | Міжнародні | Міжнародні | Інші | Інші  | Всього | Всього |
| Клуб     | Сезон   | Дивізіон  | Ігор      | Голів     | Ігор  | Голів | Ігор       | Голів      | Ігор | Голів | Ігор   | Голів  |
| -------- | ------- | --------- | --------- | --------- | ----- | ----- | ---------- | ---------- | ---- | ----- | ------ | ------ |
| «Сідней» | 2005–06 | A-Ліга    | 19        | 1         | —     | —     | 5          | 9          | 6    | 0     | 30     | 10     |
| «Сідней» | 2006–07 | A-Ліга    | 20        | 4         | —     | —     | 6          | 0          | 5    | 0     | 31     | 4      |
| «Сідней» | 2007–08 | A-Ліга    | 12        | 0         | —     | —     | —          | —          | 5    | 0     | 17     | 0      |
| «Сідней» | Всього  | Всього    | 51        | 5         | —     | —     | 11         | 9          | 16   | 0     | 78     | 14     |

1. ↑  Статистика А-ліги включає матчі фінальної серії
2. ↑  Ліга чемпіонів ОФК або Ліга чемпіонів АФК
3. ↑  Передсезонний кубок виклику і Клубний чемпіонат світу з футболу

### Голи за збірну
| #  | Дата              | Місце                                                     | Суперник           | Рахунок | Результат | Турнір               |
| -- | ----------------- | --------------------------------------------------------- | ------------------ | ------- | --------- | -------------------- |
| 1  | 15 червня 2000    | Олімпік Парк, Мельбурн, Австралія                         | Парагвай           | 2–0     | 2–1       | Товариський матч     |
| 2  | 19 червня 2000    | Стад Патер, Папеете, Таїті                                | Острови Кука       | 5–0     | 17–0      | Кубок націй ОФК 2000 |
| 3  | 19 червня 2000    | Стад Патер, Папеете, Таїті                                | Острови Кука       | 11–0    | 17–0      | Кубок націй ОФК 2000 |
| 4  | 15 листопада 2000 | Гемпден-Парк, Глазго, Шотландія                           | Шотландія          | 0-2     | 0-2       | Товариський матч     |
| 5  | 9 квітня 2001     | Міжнародний стадіон Коффс-Гарбор, Коффс-Гарбор, Австралія | Тонга              | 17–0    | 22–0      | Відбір на ЧС-2002    |
| 6  | 9 квітня 2001     | Міжнародний стадіон Коффс-Гарбор, Коффс-Гарбор, Австралія | Тонга              | 22–0    | 22–0      | Відбір на ЧС-2002    |
| 7  | 11 квітня 2001    | Міжнародний стадіон Коффс-Гарбор, Коффс-Гарбор, Австралія | Американське Самоа | 3–0     | 31–0      | Відбір на ЧС-2002    |
| 8  | 11 квітня 2001    | Міжнародний стадіон Коффс-Гарбор, Коффс-Гарбор, Австралія | Американське Самоа | 7–0     | 31–0      | Відбір на ЧС-2002    |
| 9  | 11 квітня 2001    | Міжнародний стадіон Коффс-Гарбор, Коффс-Гарбор, Австралія | Американське Самоа | 9–0     | 31–0      | Відбір на ЧС-2002    |
| 10 | 11 квітня 2001    | Міжнародний стадіон Коффс-Гарбор, Коффс-Гарбор, Австралія | Американське Самоа | 13–0    | 31–0      | Відбір на ЧС-2002    |
| 11 | 11 квітня 2001    | Міжнародний стадіон Коффс-Гарбор, Коффс-Гарбор, Австралія | Американське Самоа | 21–0    | 31–0      | Відбір на ЧС-2002    |
| 12 | 11 квітня 2001    | Міжнародний стадіон Коффс-Гарбор, Коффс-Гарбор, Австралія | Американське Самоа | 24–0    | 31–0      | Відбір на ЧС-2002    |
| 13 | 11 квітня 2001    | Міжнародний стадіон Коффс-Гарбор, Коффс-Гарбор, Австралія | Американське Самоа | 25–0    | 31–0      | Відбір на ЧС-2002    |
| 14 | 11 квітня 2001    | Міжнародний стадіон Коффс-Гарбор, Коффс-Гарбор, Австралія | Американське Самоа | 31–0    | 31–0      | Відбір на ЧС-2002    |
| 15 | 16 квітня 2001    | Міжнародний стадіон Коффс-Гарбор, Коффс-Гарбор, Австралія | Самоа              | 2–0     | 11–0      | Відбір на ЧС-2002    |
| 16 | 16 квітня 2001    | Міжнародний стадіон Коффс-Гарбор, Коффс-Гарбор, Австралія | Самоа              | 6–0     | 11–0      | Відбір на ЧС-2002    |
| 17 | 24 червня 2001    | Австралія, Сідней, Австралія                              | Нова Зеландія      | 1–0     | 4–1       | Відбір на ЧС-2002    |
| 18 | 24 червня 2001    | Австралія, Сідней, Австралія                              | Нова Зеландія      | 4–1     | 4–1       | Відбір на ЧС-2002    |
| 19 | 31 травня 2004    | Гіндмарш Стедіум, Аделаїда, Австралія                     | Таїті              | 8–0     | 9–0       | Кубок націй ОФК 2004 |
| 20 | 29 березня 2005   | Субіако Овал, Перт, Австралія                             | Індонезія          | 3–0     | 3–0       | Товариський матч     |

## Титули і досягнення

### Командні
- Переможець A-Ліги (1): 2005–06[en]
- Клубний чемпіон Океанії (1): 2005
- Володар Кубка націй ОФК: 2000, 2004

### Особисті
- Найкращий бомбардир Національної футбольної ліги: 1996–97 (21 гол)
- Найкращий бомбардир Клубного чемпіонату Океанії: 2005 (9 голів)